# Ueda
Ueda (上田市 -shi) es una ciudad japonesa localizada en la provincia de Nagano.
En 2003 la ciudad tenía una población estimada en 125 458 habitantes y una densidad poblacional de 709,89 h/km². Tiene una área total de 176,73 km². 
Recibió el estatuto de ciudad el 1 de mayo de 1919.

## Ciudades hermanas
- Kamakura, Japón
- Joetsu, Japón
- Toyooka, Japón
- Kudoyama, Japón

### Ciudades cercanas
- Nerima, Japón
- Ningbo, China
- Broomfield, EUA

### Ciudades con pactos de colaboración en situaciones de emergencia
Ueda entró  en pactos con todas las ciudades japonesas listadas arriba y dos ciudades más listadas abajo, para una colaboración mutua en caso de emergencia.
- Ageo, Japón
- Numazu, Japón